# Hôtel de ville de Chalabre
Pour les articles homonymes, voir Chalabre (homonymie).
L'hôtel de ville de Chalabre est un hôtel situé à Chalabre, en France.

## Localisation
L'hôtel est situé sur la commune de Chalabre, dans le département français de l'Aude.

## Historique
L'édifice est inscrit au titre des monuments historiques en 1948.